# بیمارستان شهر فراه

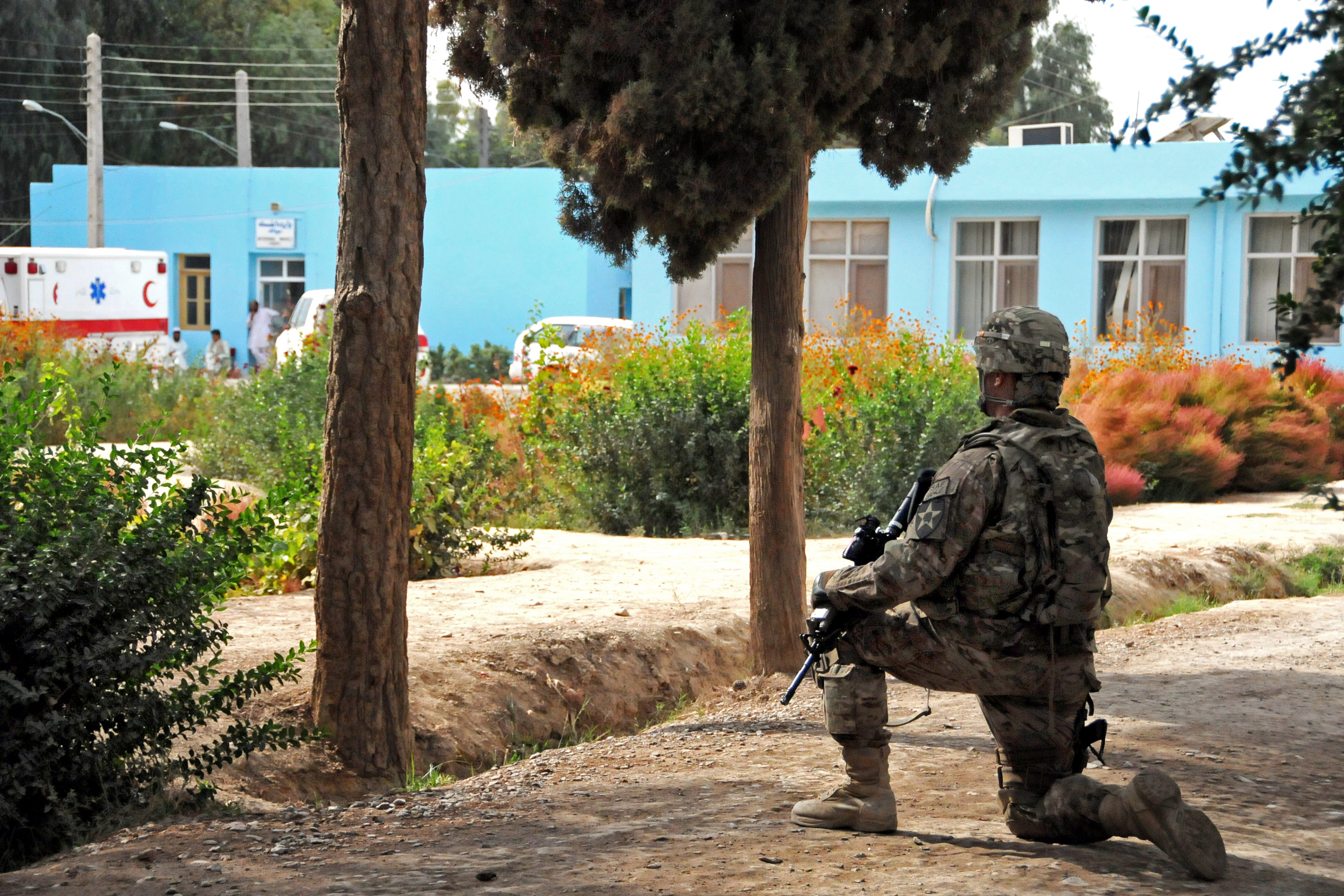
یک سرباز ارتش ایالات متحده امنیت بیمارستان را در طی یک جلسه بین آمریکایی‌ها و کارکنان بیمارستان تامین می‌کند، ۲۰۱۲

بیمارستان شهر فراه (انگلیسی: Farah City Hospital) بیمارستانی در غرب شهر فراه در افغانستان است. این بیمارستان به عنوان بیمارستان منطقه‌ای ولایت فراه اهمیت زیادی دارد. در این بیمارستان بسیاری از افراد که در اثر بمباران ایالات متحده مجروح شده‌اند، درمان می‌کردند. مقامات بیمارستان همچنین موضعی مقتدر در مراقبت‌های بهداشتی در استان دارند و اغلب برای بررسی کلینیک‌های کوچکتر در سراسر منطقه اعزام می‌شوند. برق این بیمارستان در ۲۰۱۰ وصل شد.